# Amalberga von Susteren
Amalberga von Susteren (auch: Amalberg, Amalberge, Alma; † um 900) war Benediktinerin und die erste Äbtissin der Abtei Susteren, in dem zwischen Sittard und Roermond in der heutigen niederländischen Provinz Limburg gelegenen Ort Susteren. Von den Abteigebäuden ist nur noch die Abteikirche erhalten, die ihr geweiht ist.
Sie ist nicht zu verwechseln mit Amalberga von Gent oder mit Amalberga von Maubeuge.

## Gedenktag
Ihre sterblichen Überreste befinden sich in der ehemaligen Abteikirche, der am 6. September 2007  der Titel Basilica minor verliehen wurde. Ihr Fest wird am 21. November gefeiert.